# Ormkärr

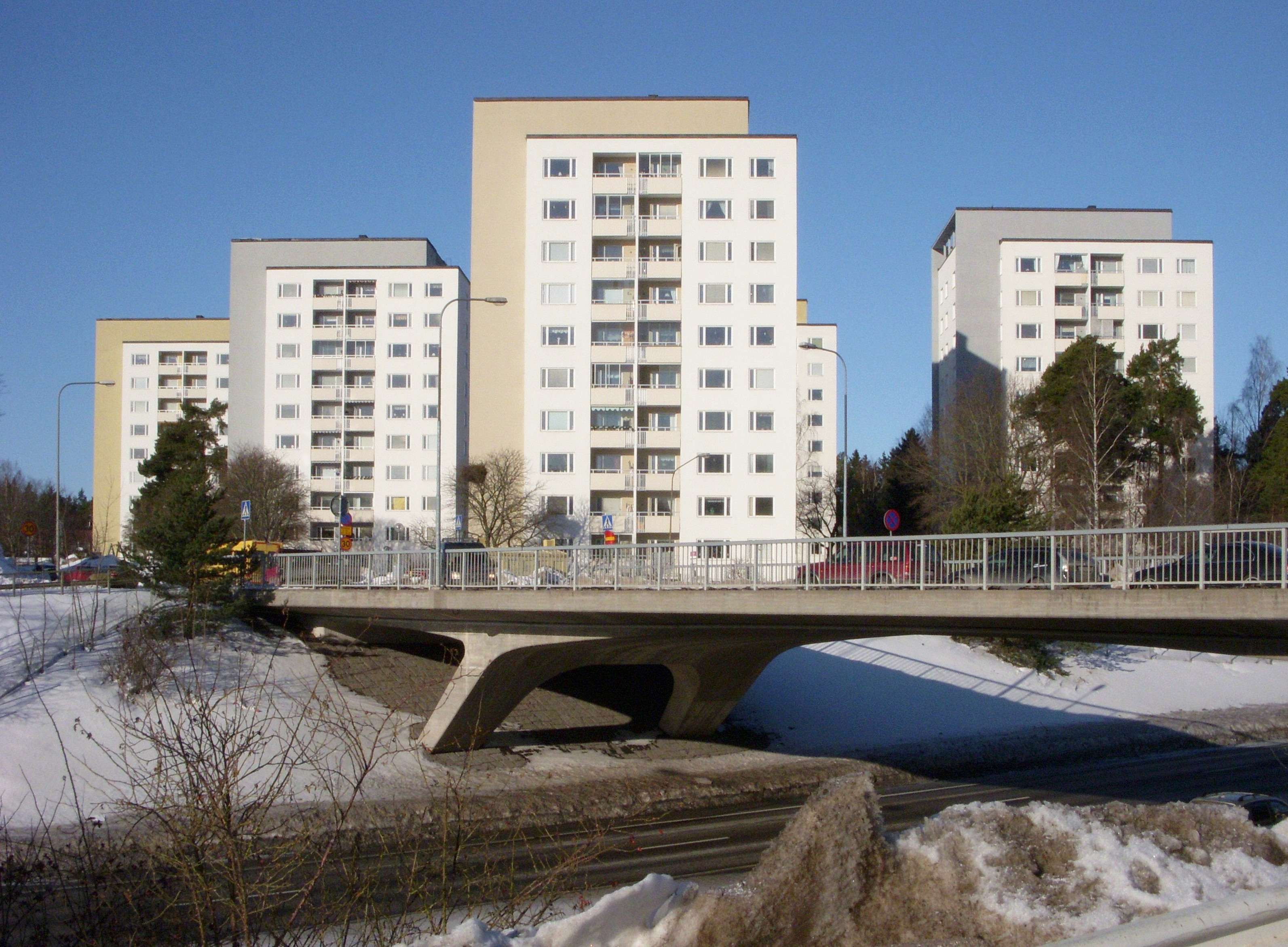
Ormkärrs punkthus från 1960-talet med Huddingevägen i förgrunden, mars 2011.

Ormkärr är ett område i Hagsätra i Söderort inom Stockholms kommun med cirka 2 000 invånare. Med Ormkärr brukar avses den del av stadsdelen som ligger väster om Huddingevägen. Namnet kommer från ett gammalt torp vid namn Ormkärr. Inom området finns Ormkärrsskolan och Ormkärrs bollplan samt Hagsätraskogens naturreservat.

## Historik

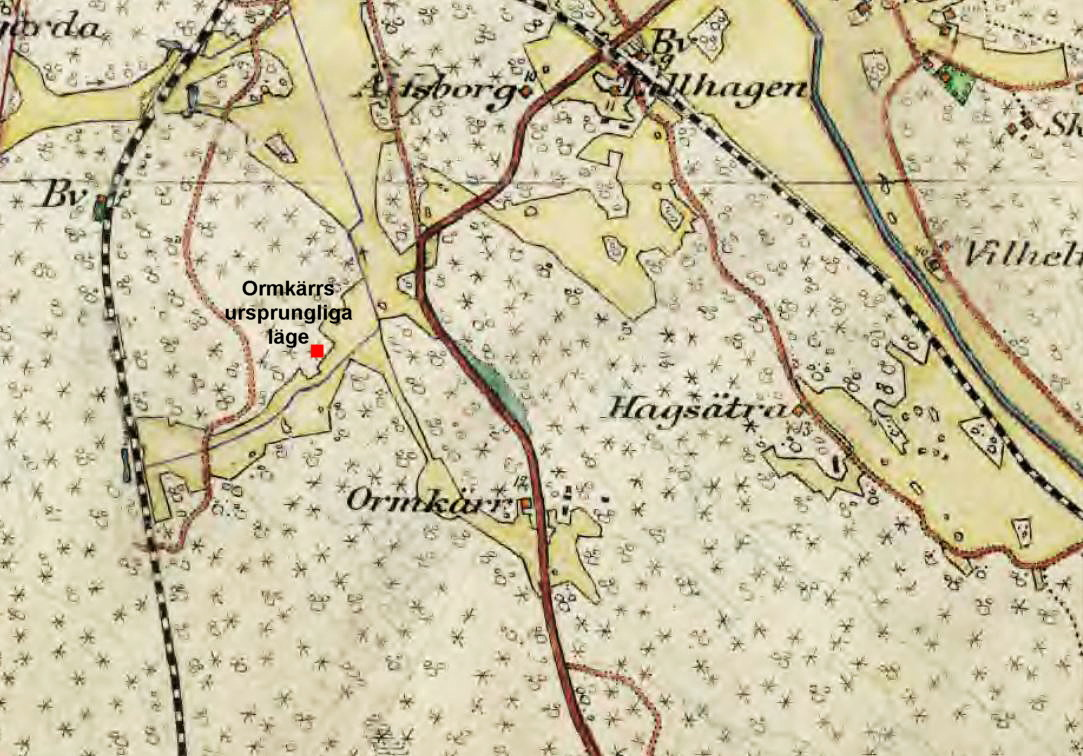
Torpet Ormkärr 1901.

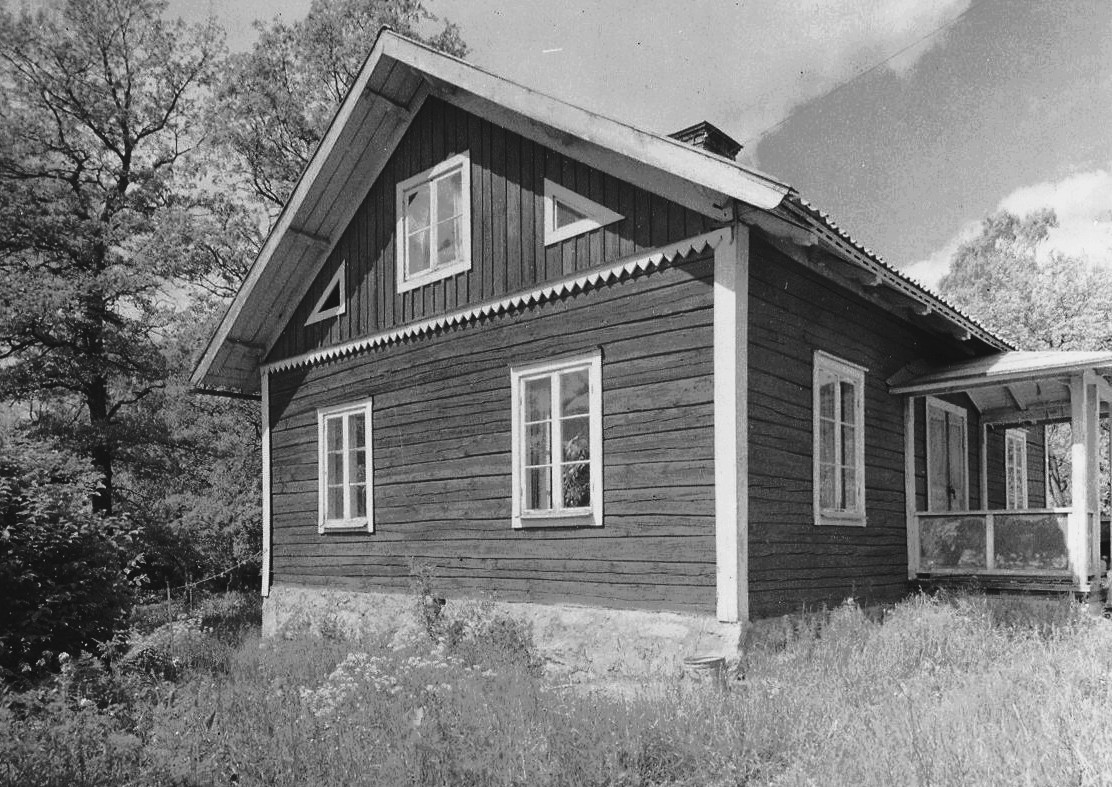
Torpet Ormkärr 1957.

Torpet Ormkärr hade sitt namn efter ett kärr som låg i dagens Hagsätraskogens naturreservat. Där kan man fortfarande se Ormkärrs åkrar, idag som öppna ängar. Stället finns omnämnt redan 1617 och var ett av flera torp som lydde under Älvsjö gård.
Ormkärr var bebott till 1821 och revs samma år. På 1840-talet uppfördes ett nytt torp cirka 400 meter åt sydost till landsvägen (dagens Huddingevägen). Även det fick namnet Ormkärr. Boningshuset låg väster om landsvägen och ekonomibyggnaderna öster därom.
Torpet hamnade under Stockholms förvaltning först när Älvsjö gård köptes upp av Stockholms stad 1930. De gamla åkermarkerna fortsatte att brukas fram till 1950-talet när dagens bostadsområden Hagsätra och Ormkärr började växa fram. Torpstugan revs i slutet av 1950-talet när Huddingevägen breddades och Hagsätramotet anlades.

## Bebyggelse

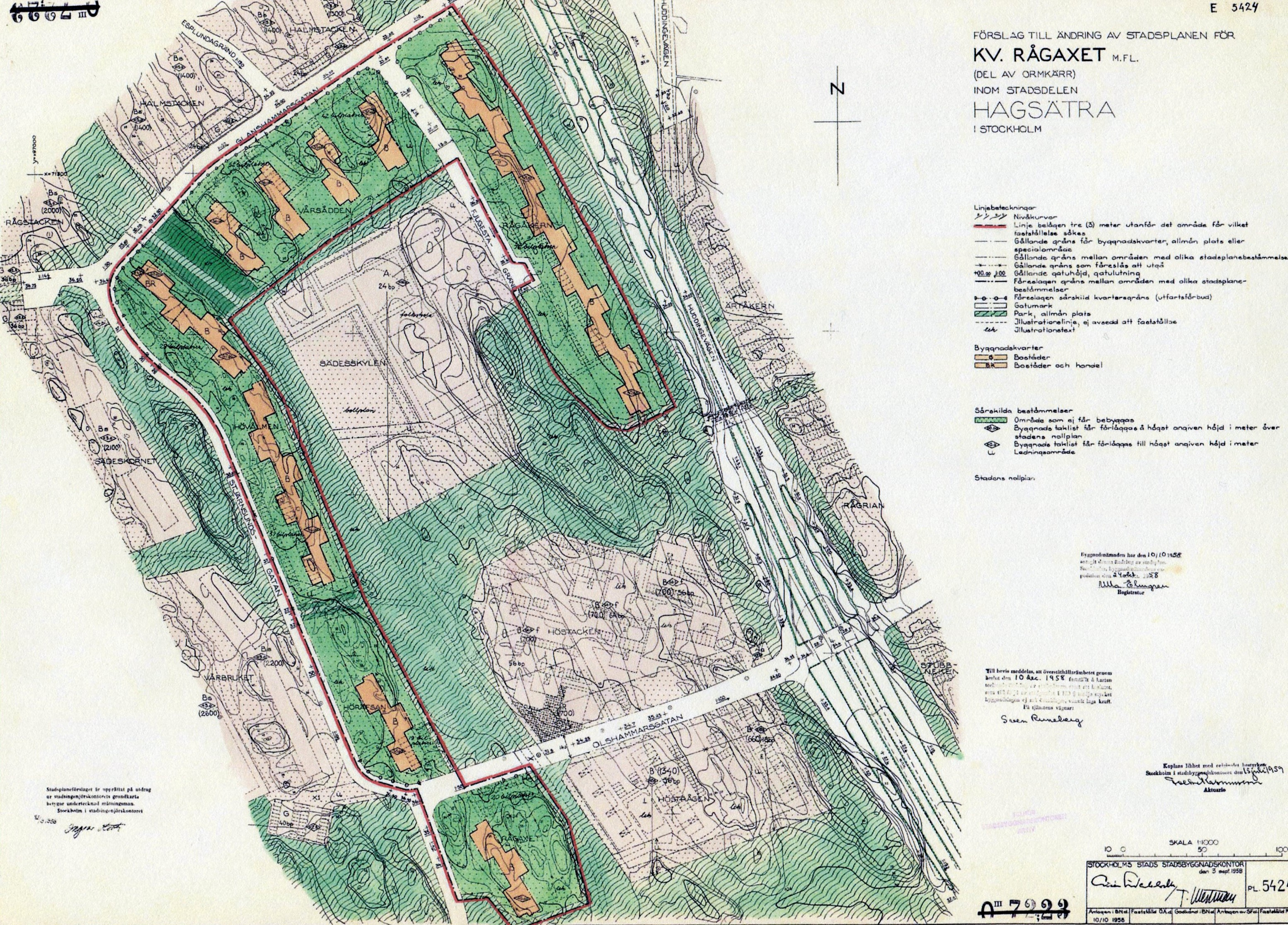
Stadsplan för Ormkärr från 1958.

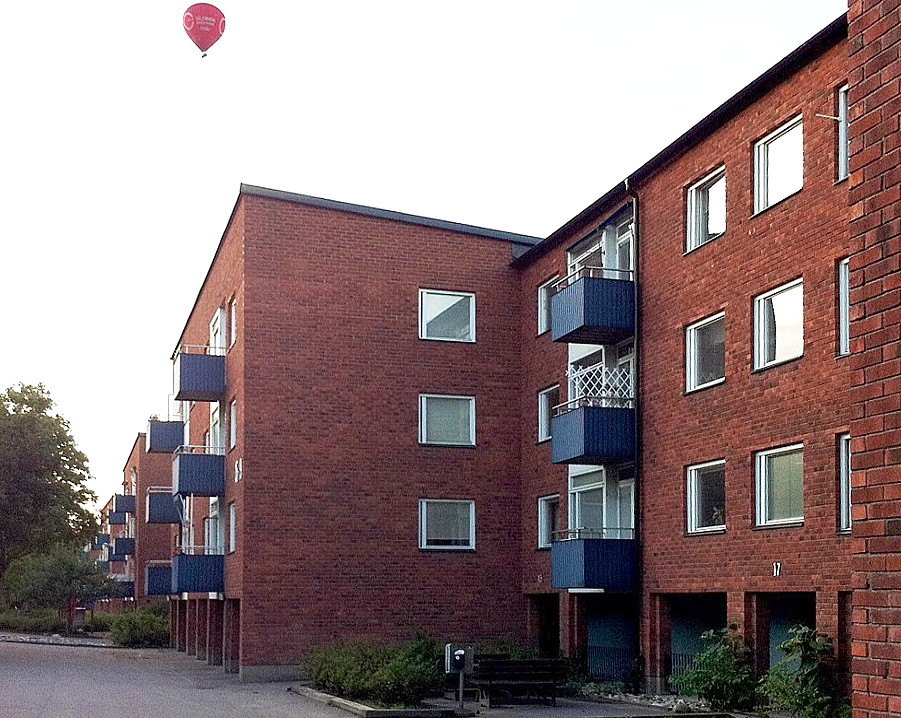
HSB:s bostadsrätter är ritade av arkitekt Curt Strehlenert.

Stadsplanen för Ormkärr upprättades i oktober 1958 och är undertecknad av dåvarande stadsplanedirektören Göran Sidenbladh. Utmärkande för stadsplanen var bostadsbebyggelse med lamellhus som grupperar sig kring Ormkärrskolan, söder därom planerades för ett antal 9-vånings punkthus som sedermera uppfördes av Riksbyggen. Mellan byggnaderna anordnades parkmark. 
Bebyggelsen i Ormkärr utgörs i huvudsak av bostadsrätter. HSB:s lamellhus på tre våningar och röda tegelfasader som omgärdar Ormkärrsskolans område är byggda under slutet av 1950-talet. Arkitekt var Curt Strehlenert på HSB:s arkitektkontor. I huskroppen finns en gångtunnel klädd i turkos mosaik.
Utöver dessa finns en hyresfastighet vid Gällerstagränd med ett stort atrium byggt 1985. I Ormkärrs utkanter ligger ett större radhusområde byggd under 1950-talet som självbyggeri.
Under 2010-talet har ett antal stadsradhus byggts längs Gällerstagränds hela sträckning från Olshammarsgatan bort till den vändplan som utgör slutet på Gällerstagränd. Vissa av tomterna till dessa stadsradhus tangerar kommungränsen till Huddinge kommun.
Ormkärrsskolan har årskurs 1-5 samt en förskola. Utöver skolan finns även en fritidsverksamhet med kvartersgården/parken Stacken belägen söder om Ormkärrs BP.

## Natur

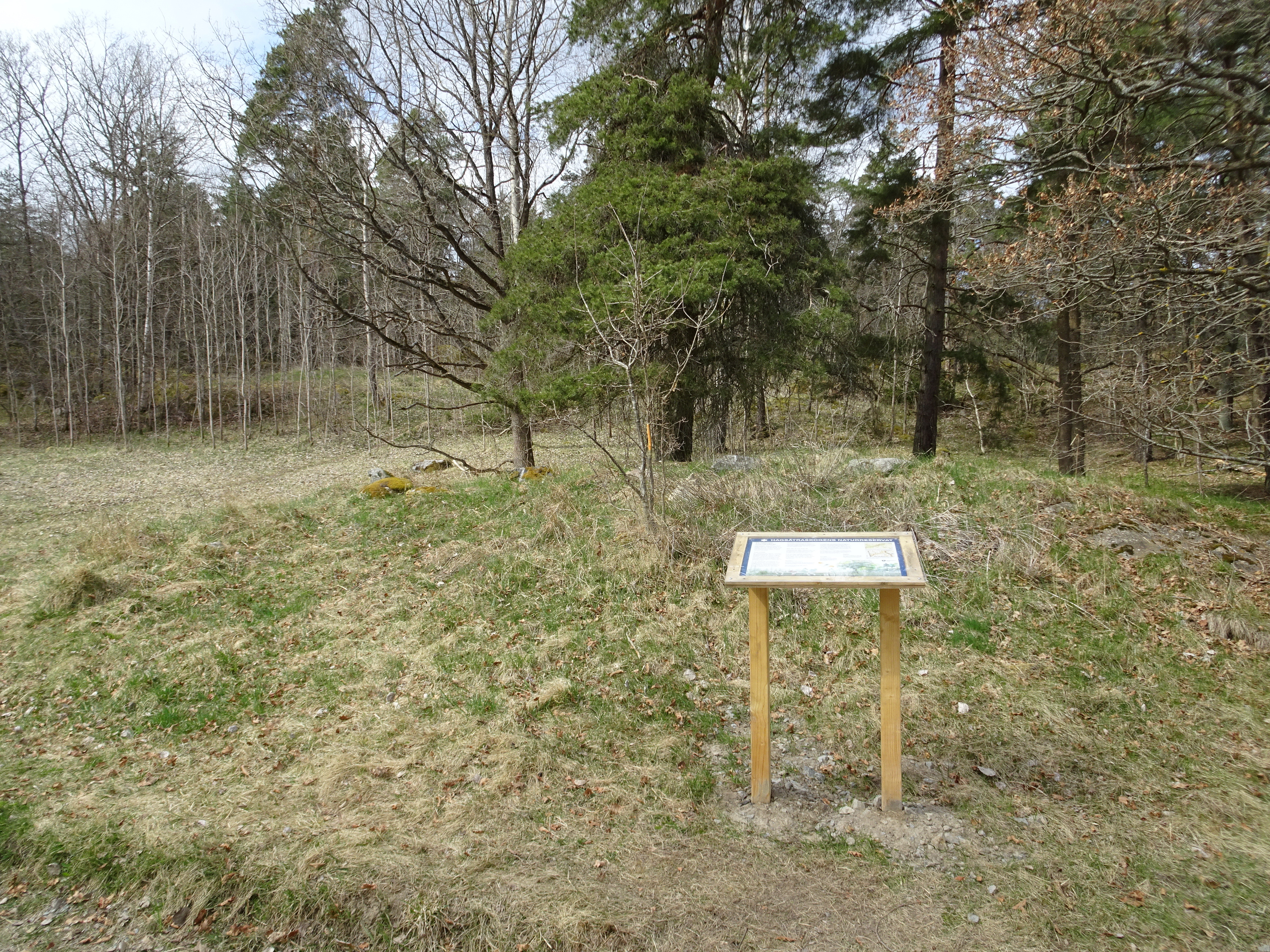
Platsen för Ormkärrstorpet i Hagsätrskogens naturreservat.

Ormkärr är starkt kuperat. I Ormkärrs nordvästra del finns dess högsta punkt, ett berg beläget i skogsområdet öster om Västra stambanan vars höjd mäter 60 meter över havsytan. Dessutom präglas Ormkärr av grönområden samt mindre skogspartier som skiljer de olika delarna åt. Kring Ormkärrs norra, västra och södra delar finns mer utpräglad skog, bland annat Älvsjöskogen och i Hagsätraskogens naturreservat.

## Gator och vägar
Ormkärr genomkorsas av de tre gatorna Olshammarsgatan, Stjärnsundsgatan samt Glanshammarsgatan. Utöver dessa tre gator, som utgör en lokalslinga genom Ormkärr, finns även tre återvändsgränder. Gällerstagränd, Esplundagränd och Fjugestagränd. Både Olshammarsgatan och Glanshammarsgatan korsar Huddingevägen och fortsätter in i Hagsätra.

## Framtid
Stockholms stad planerar en utbyggnad av cirka 3 000 nya bostäder i stadsdelarna Hagsätra och Rågsved inom ramen för projektet Fokus Hagsätra Rågsved. Det nya förslaget på detaljplan togs fram 2017 och håller 2021 på att bearbetas och läggas ut på remissrunda. Enligt förslaget är det i främst förtätning och viss utbyggnad som planeras. Förslagen som berör Ormkärr handlar om följande byggnationer.
- Nya bostäder på bergsryggen längs Stjärnsundsgatan mellan HSB:s lamellhus och radhusområdet som tillhör Glanshammarsgatan.
- Förtätning i form av nya bostadsfastigheter i parkområdet mellan Riksbyggens bebyggelse längs Olshammarsgatan och radhusområdet som tillhör Gällerstagränd.
- Ny bebyggelse i Hagsätraskogen planeras i form av ett större bostadsområde som skall byggas mellan Huddingevägen och radhusbebyggelsen längs Esplundagränd. Området angränsar till Östra Älvsjöskogen som samtidigt kommer att klassas om till ett naturreservat likt Västra Älvsjöskogen.
- Utbyggnad av Ormkärrsskolan som då planeras byggas ut med högstadieverksamhet och tillhörande nya fastigheter.[3]